# Tromografia
La tromografia (dal greco τρόμος = tremore) è una branca della sismologia che studia i microtremori derivati dal rumore sismico ambientale.

## Le frequenze considerate
È chiamato microtremore perché le oscillazioni sono molto piccole, rispetto a quelle dei terremoti. Le frequenze oggetto di studio sono comprese tra 0,1 e 20 Hz. I rumori sismici ambientali sulla Terra possono essere vari: naturali dovuti al vento, alle onde del mare o dell'oceano, di origine antropica dovuti ai macchinari o ai veicoli. I secondi sono facilmente individuabili alle alte frequenze.
Beno Gutenberg è stato il primo a stabilire una classificazione di questo tipo differenziando le sorgenti per gamma di frequenza. Qualche anno più tardi Asten e poi Asten e Henstridge arrivarono a conclusioni simili.
| SORGENTI                                    | Gutenberg     | Asten - Asten e Henstridge |
| ------------------------------------------- | ------------- | -------------------------- |
| Onde oceaniche sulle coste                  | 0.05 – 0.1 Hz | 0.05 – 1.2 Hz              |
| Perturbazioni meteorologiche a grande scala | 0.1 - 0.25 Hz | 0.16 – 0.5 Hz              |
| Cicloni oceanici                            | 0.3 – 1 Hz    | 0.5 – 3 Hz                 |
| Condizioni meteorologiche locali            | 1.4 – 5 Hz    | -                          |
| Tremori vulcanici                           | 2 – 10 Hz     | -                          |
| Attività antropica                          | 1-100 Hz      | 1.4 – 30 Hz                |

Bard, all'interno del progetto SESAME (Site Effects Assessment using Ambient Excitations), ha analizzato il materiale pubblicato riguardo al rumore sismico ambientale ed è arrivato alle seguenti caratterizzazioni:
- a frequenze inferiori a 0,5 Hz, le sorgenti di rumore sono naturali (oceanico e condizioni meteorologiche su larga scala), ed il rumore è definito "microsisma".
- a ≈ 1 Hz, le fonti sono principalmente gli effetti del vento e le condizioni meteorologiche locali.
- a frequenze superiori a 1 Hz, le fonti sono le attività umane e il rumore sismico ambientale è denominato "microtremore".[6]

## Metodi di studio
La natura del rumore sismico ambientale, ovvero la composizione del campo d'onda che lo compone, risulta piuttosto complessa ed ancora non definita.
Fondamentalmente vengono studiati tre assi di ricerca:
- il rapporto tra le onde di volume e le onde superficiali;
- il rapporto tra le onde di Rayleigh e le onde di Love;
- il rapporto tra il modo fondamentale delle onde di Rayleigh e i modi superiori.[7]

I metodi che si basano sull'acquisizione di microtremori si dicono passivi quando sono basati sulla misura e sull'analisi delle vibrazioni del terreno indotte da sorgenti non controllate e attivi, in caso contrario.
La sismica passiva è efficace nel caso in cui si vogliano avere subitanee informazioni del substrato sismico di un terreno, come ad esempio le frequenze principali di risonanza, ma da questa non si evincono dati esatti riguardo alla rifrazione e non sostituisce la prova di down-hole. La tecnica a "stazione singola" HVSR (o H/V) ovvero Horizontal to Vertical Spectral Ratios o analisi dei rapporti spettrali, è un esempio di sismica passiva. In questa tecnica viene valutato il rapporto di ampiezza fra le componenti orizzontali e verticali del moto. Esso mette in luce le frequenze alle quali il moto del terreno viene amplificato per risonanza ma l'ampiezza di un picco H/V, pur essendo legata all'entità del contrasto, non è correlabile all'amplificazione sismica.
In definitiva, la tecnica HVSR permette di individuare:
- frequenze di risonanza di un sito,
- microzonazione sismica, tramite le frequenze di picco osservate,

All'indagine di sismica passiva è stata spesso associata un'indagine di sismica attiva MASW (Multichannel Analysis of Surface Waves), essa è una tecnica di indagine che consente la definizione del profilo di velocità delle onde di taglio verticali Vs, basandosi sulla misura delle onde superficiali fatta in corrispondenza di diversi sensori posti sulla superficie del suolo. Le onde superficiali vengono a crearsi a causa dell'intersezione delle onde di corpo con una superficie di discontinuità fisica. Queste onde si propagano guidate lungo la superficie e la loro energia decade esponenzialmente con la profondità.

## Storia
Il primo tromometro, strumento di misura in questo campo assieme al tromografo, è stato inventato a Bologna nel 1868 da Timoteo Bertelli, astronomo che diede un grosso contributo in questo campo. Lo strumento, costituito da un pendolo di massa 100 g appeso a un sottile filo di rame lungo 1,50 m, era in grado di rilevare tremori di ampiezza inferiore a 10-6 m visionati attraverso un microscopio con oculare micrometrico. Per evitare sensibili variazioni, dovute ad agenti esterni, l'oggetto era racchiuso in un tubo. L'evoluzione di questo strumento ha portato ad una nuova classe di tromografi digitali portatili, per un'analisi non invasiva, rapida e a bassi costi.